# Ильинское сельское поселение (Орловская область)
Ильинское се́льское поселе́ние — муниципальное образование в Хотынецком районе Орловской области Российской Федерации.
Площадь 14554,2 га. Административный центр — село Ильинское.

## Физико—географическая характеристика
Муниципальное образование расположено в северо—восточной части Хотынецкого района. Граничит на северо—западе с Калужской областью, на севере, востоке и юго—востоке со Знаменским районом, на юге с Студёновским сельским поселением, на юго—западе с Хотимль-Кузмёнковским сельским поселением.
Основные реки - Вытебеть, Радовищи, Селище, Изнань  и ручей Житовский.

### Климат
На территории поселения господствует умеренно континентальный тип климата (по классификации Кёппена Dfb).

## История
Статус и границы сельского поселения установлены Законом Орловской области от 25 октября 2004 года № 432-ОЗ «О статусе, границах и административных центрах муниципальных образований на территории Хотынецкого района Орловской области».
Во время Великой Отечественной войны территория муниципального образования была оккупирована немецко—фашистскими захватчиками с 5 октября 1941 года. Почти два года продолжалась политика террора, насилия и грабежей фашистов над местным населением, которое так и не покорилось им, а лишь продолжало храбро сопротивляться. Населённые пункты Ильинского сельского поселения освобождались усилиями: 18 гвардейской стрелковой дивизии; 108, 169 и 217 стрелковых дивизий; 44 мотострелковой бригады РККА.

## Население
| 2010 | 2012 | 2013 | 2014 | 2015 | 2016 | 2017 |
| ---- | ---- | ---- | ---- | ---- | ---- | ---- |
| 893  | ↘880 | ↘873 | ↘846 | ↘824 | ↘807 | ↗834 |
| 2018 | 2019 | 2020 | 2021 | 2023 |      |      |
| ↘824 | ↘818 | ↘803 | ↘651 | ↘643 |      |      |

## Состав сельского поселения
В Ильинское сельское поселение входят 7 населённых пунктов:
| № | Населённый пункт | Тип населённого пункта       | Население (2010) |
| - | ---------------- | ---------------------------- | ---------------- |
| 1 | Булатово-1       | деревня                      | ↘107             |
| 2 | Булатово-2       | деревня                      | ↘30              |
| 3 | Ильинское        | село, административный центр | ↘613             |
| 4 | Льгов            | село                         | ↘130             |
| 5 | Радовище         | деревня                      | 9                |
| 6 | Старое           | село                         | 4                |
| 7 | Успенский        | посёлок                      | 0                |

## Транспорт
По территории поселения проходит местная дорога 54К—3. Расстояние от административного центра поселения с. Ильинское до районного центра пгт. Хотынец 15 км.